# Albert Eloy (football, 1927)
Pour les articles homonymes, voir Albert Eloy.
Albert Eloy est un footballeur français né le 30 juin 1927 à Bully-les-Mines, mort le 8 décembre 2008 à Troyes.

## Biographie
Il joue comme défenseur à Sedan. Avec le club ardennais, il est vainqueur de la Coupe de France en 1956. 
Il récidive trois ans après, avec Le Havre AC, club où il termine sa carrière. 
Il entraîne le SM Caen en 1961-1962.

## Carrière de joueur
- 1949-1957 : UA Sedan Torcy
- 1957-1958 : Limoges FC
- 1958-1961 : Le Havre AC[3]

## Carrière d'entraîneur
- 1961-1962 : SM Caen

## Palmarès
- Vainqueur de la Coupe de France en 1956 (avec l'UA Sedan-Torcy) et 1959 (avec Le Havre AC)
- Champion de France de D2 en 1955 (avec l'UA Sedan-Torcy) et 1959 (avec Le Havre AC)